# John Bauerleden
Der John Bauerleden ist ein schwedischer Wanderweg in der Provinz Småland, der von Huskvarna im Süden nach Gränna im Norden führt. Der Wanderweg, benannt nach dem Maler und Graphiker John Bauer, ist rund 50 Kilometer lang.
An den Wanderweg schließen bei Huskvarna der Södra Vätterleden und bei Gränna der Holavedsleden an.
Bei einer Wanderung auf dem John Bauerleden ist unbedingt das Allemansrätten zu beachten.